# サプゥアフィク民間飛行場
サプゥアフィク民間飛行場（サプゥアフィクみんかんひこうじょう、英: Sapwuahfik Civil Airfield）は、ミクロネシア連邦サプゥアフィク環礁にある飛行場。

## 概要
海岸侵食により、島から滑走路が約20メートル離れているため、乗客は島との間をボートで行き来する。

## 就航路線

### チャーター便（国内線）
| 航空会社         | 就航地 |
| ---------------- | ------ |
| カロリン諸島航空 |        |